# Lidia Nélida Baldini
Lidia Nélida Baldini (La Plata, 1952-Ibidem, 14 de julio de 2016) fue una arqueóloga argentina, investigadora científica especialista en las culturas prehispánicas del Noroeste argentino.

## Biografía
Lidia Nélida Baldini comenzó sus estudios en la carrera de Antropología en la Facultad de Ciencias Naturales de la Universidad Nacional de La Plata, recibiéndose en 1976. Al igual que su hermana Marta, fue una activa militante de la Juventud Universitaria Peronista (JUP) durante la década de 1970. Ambas fueron secuestradas por las fuerzas represivas en julio de 1976, y probablemente estuvieron en desaparecidas en la Comisaría 9 de La Plata y el regimiento de Arana. Al tiempo fueron liberadas en la parte trasera del cementerio de la misma ciudad.
Al año siguiente se encontraba trabajando como secretaría del Museo Arqueológico de Cachi, hasta que en 1979 comenzó a desempeñarse como becaria del CONICET, institución en la que luego se incorporó como investigadora en la División Arqueología del Museo de La Plata hasta su fallecimiento en 2016. A su vez, desde 1991 fue también profesora adjunta de la Cátedra de Arqueología Argentina de aquella misma Facultad.
Los estudios que desarrolló durante su extensa carrera se centraron principalmente en torno a la arqueología de las sociedades agroalfareras de los valles Calchaquíes de los últimos siglos prehispánicos. Participó y dirigió la excavación de diversos sitios de asentamiento de la región, y analizó las prácticas productivas y sociales y de mecanismos de complementación e interacción con una mirada regional e integradora. A su vez, pudo identificar un momento inicial en el denominado Periodo de Desarrollos Regionales -aproximadamente en el siglo IX- que se caracterizó por la presencia de cerámicas que se diferenciaban de las Santamariana-Calchaquí más conocidas para esa época.

## Publicaciones seleccionadas
- Baldini, Lidia Nélida. (1980). Las urnas de tres cinturas en el NO argentino. Relaciones de la Sociedad Argentina de Antropología, XIV(1): 49-61. ISSN: 0325-2221.
- Baldini, Lidia Nélida y Carlos De Feo. (2000). Hacia un modelo de ocupación del Valle Calchaquí central (Salta) durante los desarrollos regionales. Relaciones de la Sociedad Argentina de Antropología; XXV: 75-98. ISSN: 0325-2221.
- Baldini, Lidia Nélida. (2011). El consumo social en los entierros de El Churcal, Molinos, Salta. Cuadernos de la Facultad de Humanidades y Ciencias Sociales, 40: 25-42. ISSN: 1668-8104.
- Baldini, Lidia Nélida. (2014). Aproximaciones a las prácticas funerarias tardías del Valle Calchaquí, Salta. Estudios Antropología Historia. Nueva Serie, 2: 7-26. ISSN: 1853-1423.